# Chris Arreola
Pour les articles homonymes, voir Arreola.
Chris Arreola est un boxeur américain poids lourds né Cristobal Arreola le 5 mars 1981 à Los Angeles.

## Carrière

### Premières années
Vainqueur des Golden Gloves dans la catégorie poids moyens en 2001, Arreola, entrainé par Henry Méndez, combat en professionnel pour la première fois le 5 septembre 2003. Après 21 victoires consécutives, il remporte le 21 septembre 2007 le titre continental américain WBC en battant Thomas Hayes par KO en 3 rounds. Il défend cette ceinture à 4 reprises, gagnant également le titre nord-américain NABF face à Travis Walker le 29 novembre 2008, malgré une chute subie au 2e round, il remporte le combat par KO technique lors de la reprise suivante.

### Arreola contre Vitali Klitschko
Le 26 septembre 2009, invaincu en 27 combats, il affronte le champion du monde WBC Vitali Klitschko au Staples Center de Los Angeles. Le champion ukrainien touche plus souvent et avec plus de précision. N'ayant jamais trouvé la solution contre son adversaire, Arreola abandonne à la fin de la 10e reprise,.

### Vers une nouvelle chance de titre
Il remonte sur un ring deux mois plus tard, le 5 décembre, et bat au 4e round son compatriote Brian Minto. Arreola est en revanche battu par l'ancien champion du monde des lourds-légers Tomasz Adamek le 24 avril 2010, par décision majoritaire. Après avoir remporté le titre mineur WBC FECOMBOX en août contre Manuel Quezada, il combat à 5 reprises pour autant de victoires en 2011. En gagnant contre Eric Molina par KO au premier round le 18 février 2012, il se replace en tant que challenger pour une revanche contre Vitali Klitschko.

### Arreola contre Bermane Stiverne I et II
Le 27 avril 2013, il fait face au canadien Bermane Stiverne. Ce dernier l'envoie à terre à la fin du 3e round. Le combat va au bout des 12 reprises mais Arreola perd aux points. Remportant un KO expeditif contre Seth Mitchell  il se replace en vue d'une chance de remporter le titre mondial. Vitali Klitschko ayant décidé de laisser son titre WBC vacant en décembre 2013, un combat revanche est organisé entre Arreola et Stiverne le 10 mai 2014 avec pour enjeu ce titre WBC vacant. Après une alerte à la fin du premier round, l'américain effectue le pressing les rounds suivants mais se fait contrer au 6e par le canadien. Compté, il reprend le combat mais n'a pas récupéré et tombe à nouveau quelques instants plus tard. L'arbitre lui laisse une seconde chance mais doit arrêter Arreola après plusieurs autres coups encaissés sans véritable réaction.

### Arreola contre Deontay Wilder
Arreola ne combat plus en 2014, et remonte sur le ring le 13 mars 2015 pour une victoire aux points contre Curtis Harper, et un match nul en 10 rounds contre Fred Kassi. Il remporte en décembre une victoire par décision partagée sur Travis Kauffman, mais le résultat est changé en No Contest après qu'il a échoué à un contrôle anti-drogue. Malgré ces résultats contrastés, le 16 juillet, il tente à nouveau d'obtenir un titre mondial face au champion du monde WBC Deontay Wilder mais il abandonne à l'issue de la 8e reprise après avoir posé un genou à terre au 4e round.

### Retour
Par la suite, Arreola ne combat pas pendant deux ans. Il fait son retour sur le ring en décembre 2018, à 37 ans, pour une victoire contre Maurenzo Smith qui abandonne après la 6e reprise. Le 16 mars 2019, il fait face à Jean Pierre Augustin, un boxeur invaincu en 18 combats, plus jeune de 6 ans. Arreola l'emporte par KO technique au 3e round. Il est en revanche battu aux points le 1er mai 2021 par Andy Ruiz Jr.

## Titres professionnels en boxe anglaise

### Titres régionaux/internationaux
- Champion poids lourds WBC Continental Americas (2007-2009)
- Champion d'Amérique du Nord poids lourds NABF (2008-2009)
- Champion poids lourds WBC FECOMBOX (2010)
- Champion poids lourds des États-Unis WBC (USNBC) (2012)
- Champion poids lourds WBC International (2013)